# Gelbbauchmurmeltier

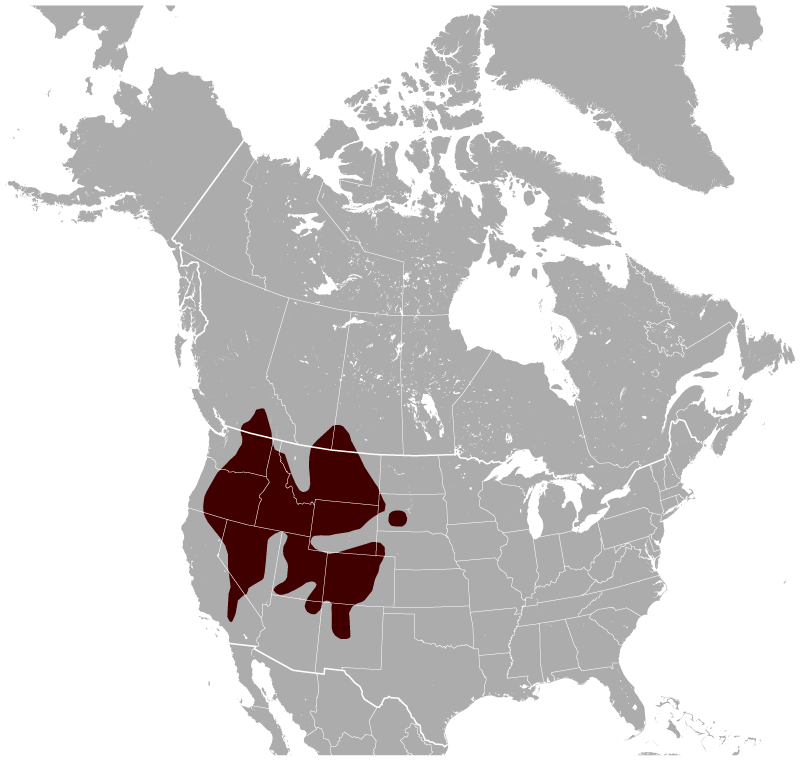
Marmota flaviventris range

Das Gelbbauchmurmeltier (Marmota flaviventris) ist ein nordamerikanisches Nagetier aus der Gattung der Murmeltiere (Marmota).

## Beschreibung
Das Gelbbauchmurmeltier hat einen grau-braunen Rückenpelz und einen gelb-braunen Bauchpelz, dem es seinen deutschen Name verdankt. Die männlichen Tiere haben eine Ganzkörperlänge von 49 bis 70 Zentimeter. Die nur geringfügig kleineren Weibchen erreichen eine Länge von 47 bis 67 Zentimetern. Das Gewicht der männlichen Tiere liegt zwischen 3 und 5 Kilogramm, die Weibchen sind mit 1,5 bis 4 kg etwas leichter.

## Vorkommen
Die Tiere leben im Westen der USA und Kanadas einschließlich der Sierra Nevada und den Rocky Mountains
in alpinen Höhenregionen um 2000 Meter.

## Nahrung
Die Nahrung besteht hauptsächlich aus Gräsern, krautigen Pflanzen, Blättern, Früchten, Heuschrecken und Vogeleiern.

## Fortpflanzung
Das Männchen lebt mit bis zu vier Weibchen zusammen. Nach einer Trächtigkeit von 30 bis 32 Tagen bringen die Weibchen in der Regel drei bis fünf Junge zur Welt. Die Jungen verlassen ungefähr nach drei Wochen zum ersten Mal den Bau. Ihre sexuelle Reife erreichen die Jungtiere im zweiten Jahr.